# 高松宮

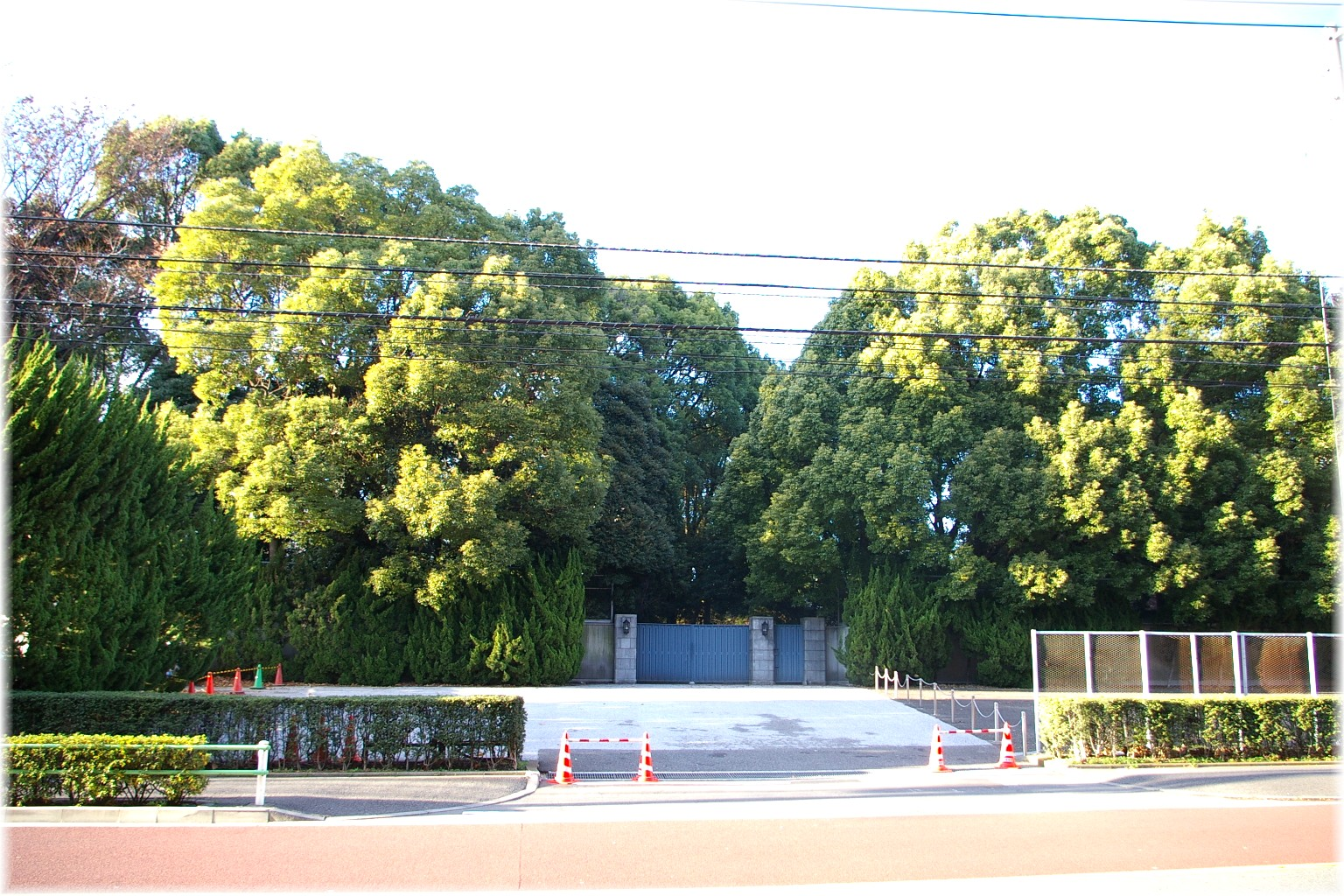
正面口

高松宮（たかまつのみや）是舊時存在的皇室宮家。1913年（大正2年）7月6日，由大正天皇的第三皇子・宣仁親王創設。1947年（昭和22年），伏見宮系及閑院宮的皇族臣籍降下，使其成為此後繼續存續的宮家中創設時期最古老的。此宮家還繼承了有栖川宮家的祭祀與財產，因此其作為宮家的傳統可以追溯到更久之前。

## 構成
|                  | 讀音     | 性別 | 出生日期                   | 家世               | 去世日期                                    |
| ---------------- | -------- | ---- | -------------------------- | ------------------ | ------------------------------------------- |
| 高松宮宣仁親王   | のぶひと | 男性 | 1905年（明治38年）1月3日   | 大正天皇第三皇男子 | 1987年（昭和62年）2月3日薨逝 （滿82歲沒）   |
| 宣仁親王妃喜久子 | きくこ   | 女性 | 1911年（明治44年）12月26日 | 公爵徳川慶久次女   | 2004年（平成16年）12月18日薨逝 （滿92歲沒） |

## 歷史
「高松宮」之號源自於有栖川宮的舊稱。由於有栖川宮的最後一位當主威仁親王，其嗣子栽仁王先於威仁親王薨逝，至1913年（大正2年）威仁親王薨去後，經由大正天皇特旨，由第3皇子宣仁親王（當時8歲）繼承有栖川宮之祭祀。但由於《舊皇室典範》規定皇族之間不能進行收養，因此宣仁親王並非直接繼承有栖川宮，而是創設新的宮家，由此繼承了有栖川宮的祭祀、土地等財產以及一部分舊臣（家來），並獲賜使用有栖川宮最初的「高松宮」宮號。
1930年，宣仁親王與徳川慶喜的孫女、亦是威仁親王外孫女的德川喜久子結婚，夫妻間並沒有子嗣。
1987年（昭和62年）2月3日宣仁親王薨逝後，至2004年（平成16年）12月18日，高松宮妃喜久子薨逝，高松宮至此廢絕。

## 宮邸
1913年宣仁親王在8歲時獲下賜「高松宮」宮號，住在1904年（明治37年）建的青山東御殿（皇子御殿，明治時代通稱『皇孫御殿』），1922年他在威仁親王妃慰子薨逝後繼承東京市麹町區三年町（現為東京都千代田區永田町，內閣府廳舍附近）的有栖川宮邸。
至昭和年間，隨著三年町的本邸轉做外務大臣官邸使用，高松宮邸遷至芝區高輪西台町（現為港區高輪一丁目）的高輪御殿（高輪御所）。高輪御殿在1891年（明治24年）作為明治天皇第六皇女・常宮昌子內親王與第七皇女・周宮房子內親王的住所，1915年（大正4年）至1924年（大正13）作為皇太子裕仁親王的東宮御所。
之後轉為高松宮邸的高輪御殿，由宮內省內匠寮設計的洋式本館與和館於1931年（昭和6年）竣工。本館的外觀為都鐸式様式，內部為折衷樣式。1樓是作為公室的謁見室、大食堂、新食堂（茶會・晩餐會使用）等，2樓則是作為私室使用的殿下御書齋、妃殿下御居間等設。另外庭園內神殿（有栖川御靈殿。戰後移築至近江神宮）鎮座。
其宮邸幸運地未遭太平洋戰爭的空襲所毀，廣大的用地在戰後應宣仁親王之意縮小，餘下的場所則新建了港區立高松中學校、都營高輪一丁目公寓等。
此外本館在1949年（昭和24年），作為貿易廳的迎賓施設「光輪閣」而進行改裝。原本擔任宣仁親王國際關係特別秘書官的川添浩史就任支管理人，並用以接待駐日盟軍總司令的高官、大公使等，也用以舉行結婚披露宴。夏季時邸内的游泳池有時會像附近的兒童開放。
光輪閣設立之後，宣仁親王夫妻主要都在木造平屋建的和館起居。隨著光輪閣的老化而在1972年（昭和47年）拆除之後，隔年在原地重新建造了平屋建的宮邸本館，直到2004年（平成16年）宣仁親王妃喜久子薨逝之前都由他們使用。而和館則移築至仁和寺，作為貴賓室「高松宮記念書院」使用（非公開）。如今宮邸用地與邸宅成為高輪皇族邸，納入宮內廳的管理之下。
2017年（平成29年）12月，由於明仁天皇預定在2019年4月時讓位成為上皇，其日後移居的仙洞御所（即其子德仁作為太子時的東宮御所改為上皇的宮廷）將要先進行改修，高輪皇族邸則作為修建完成之前暫時入住的「仙洞臨時御所」使用。
原本是職員住宅的用地東南部分，在喜久子妃薨逝後便出售。由住友不動產興建的高級公寓「Classy House高輪」於2007年竣工。其中一室進駐了高松宮妃癌研究基金本部事務所，事務所內重現了宮邸的居室，並展示部分宣仁親王和喜久子妃所喜愛的調度品（非公開）。

## 別邸
高松宮家繼承了有栖川宮家的翁島別邸（福島縣耶麻郡翁島村）、葉山別邸（神奈川縣三浦郡葉山村）與麻布御用地（東京市麻布區，現在東京都港區南麻布），麻布御用地於1934年（昭和9年）下賜予東京市，並建為有栖川宮記念公園。翁島別邸亦於1952年（昭和27年）下賜予福島縣，現在作為天鏡閣與福島縣迎賓館向公眾開放。
另外，富美宮允子・泰宮聰子兩位內親王避暑地，於1895年（明治28年）設立的宮之下御用邸（神奈川縣足柄下郡箱根町），於1933年（昭和8年）始作為宮之下別邸所有。此別邸在1946年（昭和21年）讓渡予富士屋飯店，並作為該飯店的別館「菊華莊」現存至今。
葉山別邸在1987年（昭和62年），宣仁親王薨逝時為了支付遺產稅而出售給住友信託銀行，原址於2003年（平成15年）改為神奈川縣立近代美術館・葉山館。西園寺公望別墅的坐漁荘（静岡縣庵原郡興津町、現在的静岡市清水區、建物於1970年移至博物館明治村）在同時期亦為高松宮所有。

## 關聯條目
- 有栖川宮
- 高松宮紀念
- 高松宮殿下記念世界文化賞
- 高松宮家本源氏物語
- 高松宮妃癌研究基金

## 外部連結
- 旧高松宮家 （页面存档备份，存于） - 宮内庁